# USS Jenkins (DD-447)
USS Jenkins (DD/DDE-447) — эскадренный миноносец типа «Флетчер» ВМС США. Имя получил в честь адмирала Торнтона Дженкинса, участника Гражданской войны.

Эсминец был заложен 27 ноября 1941 года на верфи Federal Shipbuilding and Drydock Company в Карни, Нью-Джерси, спущен на воду 21 июня 1942 года и сдан в эксплуатацию 31 июля 1942 года.

## История

### Вторая Мировая война
Корабль вступил в строй 31 июля 1942 года под командованием лейтенант-коммандера Миллера и до октября занимался боевой подготовкой. 24 октября вышел из Каско Бэй в штате Мэн в составе конвоя к побережью Северной Африки. 8 ноября прикрывал тяжёлые корабли в ходе атаки на Касабланку. 19 ноября вернулся в Нью-Йорк и начал подготовку к переходу на Тихий океан.

4 января 1943 года прибыл в Нумеа, Новая Каледония и приступил к несению патрульной и эскортной службы у Соломоновых островов и в Коралловом море. 29 июня участвовал в десантной операции на острове Нью-Джорджия.

5 июля 1943 года в составе оперативного соединения 36.1 под командованием адмирала Уолдена Эйнсуорта покинул Тулаги и направился на перехват японских подкреплений, шедших к Коломбангара. 6 июля в ходе сражения в заливе Кула американские корабли потопили один и вынудили выброситься на берег другой эсминец японского флота. Американский флот потерял лёгкий крейсер Helena. 18 июля, после завершения операции, Jenkins был направлен к югу от островов Санта Круз для помощи повреждённому гидроавианосцу Chincoteague.

В течение следующих четырёх месяцев корабль занимался подготовкой к вторжению на острова Гилберта. Эсминец вошёл в состав авианосного соединения адмирала Артура Рэдфорда, которое осуществляло бомбардировки атоллов Макин и Тарава в ходе высадки десантов 15 ноября. Затем соединение осуществило переход и 4 декабря атаковало атоллы Кваджалейн и Вотье. В ходе операции, авианосец Lexington был повреждён японской торпедой и Jenkins осуществлял его прикрытие на переходе в Пёрл-Харбор, куда корабли прибыли 9 декабря.

25 января 1944 года вышел с Гавайев в сопровождении конвоя танкеров для снабжения топливом соединения кораблей, принимающих участие в операции у Маршалловых островов. В марте осуществлял обстрел Бугенвиля. 20 апреля вышел из бухты Зееадлер для присоединения к TF 77 и участия в десантной операции в Голландии и Аитапе. Высадка десанта завершилась 22 апреля. Этот успех обеспечил американскому флоту плацдарм для дальнейшего наступления на позиции Японии.

В июне осуществлял патрулирование с целью помешать прибытию японских подкреплений на остров Биак. Позже прикрывал с моря высадки десанта на Нумфор, Сансапор и Моротай.

12 октября вышел в море с острова Манус для участия во вторжении на Лейте, которое планировалось на 20 октября. По прибытии корабль был назначен в радиолокационный дозор, службу в котором нёс до 27 ноября, и не участвовал в основном сражении.

28 декабря Jenkins вышел в море с Аитапе для осуществления ближнего прикрытия сил, атаковавших Лусон. В ходе боёв получил повреждения от огня береговых батарей и 12 января вернулся на Лейте. Спустя десять дней вышел к заливу Лингайен для участия в операции типа «охотник-убийца». После этого нёс противолодочный дозор и прикрывал тральщики, вёл обстрел острова Коррегидор.

24 апреля вышел из Субик Бэй для прикрытия тральщиков и десанта в море Сулавеси. 30 апреля наскочил на мину у острова Таракан и вернулся в Субик Бэй для ремонта. 18 июня ушёл в США для полного исправления повреждений. Прибыл в Сан-Педро (пригород Лос-Анджелеса) 8 июля, где и остался до окончания войны.

1 мая 1946 года выведен в резерв.

### 1951 - 1969
Начало боевых действий в Корее потребовало от США дополнительных сил, в том числе и на море. Jenkins снова вступил в строй 2 ноября 1951 года, переквалифицированным в эскортный эсминец (DDE-447). 25 февраля 1952 года корабль отправился в Пёрл-Харбор для ведения боевой подготовки. 12 июня прибыл в Японию и в течение лета в составе соединения TF 77 осуществлял поддержку наземных операций. Кроме того, корабль вёл патрулирование у берегов Тайваня. В декабре эсминец вернулся в Пёрл-Харбор.

С 1953 года эсминец нёс службу в водах Дальнего Востока в составе 7-го флота. Особое значение присутствие флота в регионе имело из-за усиление присутствия коммунистического Китая в Лаосе и Вьетнаме. В феврале 1966 года осуществлял прикрытие войск во Вьетнаме.

В 1969 году корабль был выведен в резерв и через два года продан на металлолом.

## Награды
Эсминец был награждён 14 Боевыми звёздами за службу во Второй мировой войне и одной Боевой звездой за участие в Корейской войне.